# Mark Howard
Mark Howard (født 29. januar 1986) er en engelsk tidligere fodboldspiller. Han spillede i løbet af karrieren for blandt andet Manchester United samt AGF og Brøndby IF i Danmark.

## Karriere

### Manchester United
Howard blev født i Salford, Greater Manchester, hvor han gik på Hope High School sammen med holdkammeraten fra Manchester Uniteds ungdomshold, Phil Bardsley. Howard begyndte sin karriere for Barr Hill Lads Club i Salford, Manchester. Han skrev kontrakt med den professionelle klub Manchester United som juniorspiller og spillede en række år på klubbens ungdoms- og reservehold. Da han ikke havde gjort indtryk i førsteholdstruppen i klubben, var Howard en af syv spillere, der blev givet en fri transfer efter 2005-06-sæsonen.

### Brøndby IF
Howard flyttede derpå til den danske klub Brøndby IF, der kort forinden havde ansat Manchester Uniteds reserveholdstræner René Meulensteen som træner. Howard deltog i nogle træninger og spillede en venskabskamp mod tyske FC Nürnberg, før han underskrev en treårig kontrakt med Brøndby 28. juli 2006. Han fik sin seniordebut for Brøndby i august 2006 og spillede 13 ud af 18 ligakampe, der førte klubben til en syvendeplads efter første halvdel af Superligaen 2006-07.
Da Meulensteen forlod klubben i januar 2007, købte klubben den danske forsvarsspiller Mikkel Bischoff til samme plads i det centrale forsvar, som Howard spillede, og han måtte se sig degraderet til reservebænken. Da Bischoff blev skadet, beviste Howard igen sit værd og fortsatte som fast mand i startopstillingen i resten af sæsonen. Han var også en del af det Brøndby-hold, der vandt Royal League 2006-07 15. marts 2007. I cuppens finalekamp blev der begået et straffespark mod Howard, og Martin Ericsson omsatte det til det mål, der sikrede Brøndby 1-0-sejren over F.C. København.
Efter at have sikret sin plads i startopstillingen i første halvdel af Superligaen 2007-08 blev Howard kåret som årets spiller i Brøndby 1. december 2007. I anden halvdel af Superligaen 2007-08 gik det dog ikke nær så godt, og i sommeren 2008 hentede Brøndby Jon Jönsson, hvilket resulterede i, at Mark Howard igen røg ud på bænken.

### AGF
Efter at være røget på bænken i Brøndby, så Howard sig om efter en ny klub, og han endte med at skifte til AGF.
Mark Howard blev i sæsonen 2010/2011 kåret af fansene til AGF's lækreste spiller.
Han spillede i AGF frem til august 2012, hvor han fik ophævet sin kontrakt, da der ikke var udsigt til spilletid pga. skader. Efter sit exit fra Aarhus-klubben har Howard kritiseret klubbens cheftræner Peter Sørensen for ikke at have behandlet ham ordentligt under sin tid i klubben. Peter Sørensen har efterfølgende været ude og dementere Howards påstande og forklaret dem med at englænderen skulle være skuffet over ikke at være en del af førsteholdet.

### Oklahoma City Energy
Efter Mark i et år og syv måneder havde været kontraktløs, skrev han den 11. marts 2014 under på en kontrakt med amerikanske Oklahoma City Energy.

## Titler
- Landspokalturneringen
  - Vinder (1): 2007-08
- Royal League
  - Vinder (1): 2006-07